# Lana Delaney
Lana Delaney, es un personaje ficticio de la serie The Good Wife, interpretado por la actriz Jill Flint; su primera aparición fue en el octavo episodio, Unprepared, de la Temporada 1 en el 2009.

## Antecedentes
Lana Delaney es Agente Especial del FBI, investiga el caso de Peter Florrick y Eli Gold. Es amiga del Fiscal Glenn Childs a quien proporciona información de los casos que sigue y también colabora en algunas de las investigaciones que realiza Kalinda Sharma.

## Relaciones
Lana Delaney es lesbiana y siente una fuerte atracción por Kalinda Sharma a quien le propone unirse al FBI. Al detectar la complicidad de Sharma con policías corruptos, Delaney inicia una investigación sobre los casos en los que ha trabajado, poniendo en peligro la vida de Kalinda.

Tras la insistencia de Lana, finalmente logra tener una aventura con Kalinda, la cual termina cuando Kalinda descubre que Lana la está investigando.